# Скрудж (фильм, 1951)
«Скрудж» (англ. Scrooge) — англо-американский кинофильм, экранизация повести Чарльза Диккенса «Рождественская песнь». Продюсером и режиссёром фильма является Брайан Десмонд Херст.

## Сюжет
Викторианская поучительная история о старом и ожесточившемся скупердяе Эбенезере Скрудже, который в течение одной ночи переживает испытание глубокого очищения. Духи прошлого, настоящего и будущего заставляют героя увидеть себя со стороны и меняют к лучшему его отношение к событиям в собственной жизни.
В отличие от романа, в фильме мы видим более подробную биографию жизни героя. Его восхождение к славе, заботливая любовь к нему родной сестры Фэн, знакомимся с жестоким и расчетливым наставником Скруджа (персонаж отсутствует в книге), который заставляет героя принять окружающий мир бессердечно и сожалеем о смерти матери Скруджа в Рождество.

## В ролях
- Аластер Сим — Эбенезер Скрудж
- Кэтли Харрисон — миссис Дилбер
- Мервин Джонс — Боб Кратчит
- Гермиона Баддели — миссис Кратчит
- Майкл Хордерн — Джейкоб Марли / призрак Марли
- Майкл Дж. Долан — призрак Рождества прошлого
- Фрэнсис Де Волф — призрак Рождества настоящего
- С. Конарски — призрак Рождества будущего
- Джордж Коул — молодой Эбенезер Скрудж
- Джон Чарльсворт — Питер Кратчит
- Рона Андерсон — Элис, невеста
- Глин Дирман — крошка Тим
- Эрнест Тесайджер — гробовщик
- Хью Демпстер — мистер Гропер
- Луиза Хэмптон — землевладелица
- Кэрол Марш — Фэн
- Джек Уорнер — мистер Джоркин
- Родди Хьюз — Фэззивиг
- Ричард Пирсон — мистер Таппер
- Хатти Жак — миссис Фэззивиг
- Патрик Макни — молодой Джейкоб Марли
- Брайан Ворт — Фред
- Майлс Маллесон — Старый Джо

## Факты
- Раскрашенная версия фильма была выпущена в Великобритании в 1989 г.
- Патрик Макни потратил один съёмочный день на площадке в роли молодого Джейкоба Марли, заработав 50 фунтов.